# Coupe du Maroc de football 2006-2007
 (avril 2024).
Si vous disposez d'ouvrages ou d'articles de référence ou si vous connaissez des sites web de qualité traitant du thème abordé ici, merci de compléter l'article en donnant les références utiles à sa vérifiabilité et en les liant à la section « Notes et références ».
Navigation
Édition précédente Édition suivante
La Coupe du Trône de football 2006-2007 est remportée par les FAR de Rabat qui battent le Rachad Bernoussi en finale.

## 5eTour
| Date            | Équipe 1                   | Équipe 2                  | Résultat        | Buteurs                                 |
| --------------- | -------------------------- | ------------------------- | --------------- | --------------------------------------- |
| 27 janvier 2007 | FUS de Rabat (D2)          | Stade Marocain (D2)       | 3 - 0           |                                         |
| 27 janvier 2007 | Union de Mohammédia (D2)   | Wafa Wydad (D2)           | 0 - 0 (5-4 tab) |                                         |
| 28 janvier 2007 | Chabab Mohammédia (D2)     | Rachad Bernoussi (D2)     | 0 - 0 (1-3 tab) |                                         |
| 28 janvier 2007 | Wifak Segangan (D4)        | Hilal de Nador (D2)       | 0 - 1           |                                         |
| 28 janvier 2007 | Renaissance Berkane (D2)   | Chabab Rif Hoceima (D3)   | 1 - 1 (3-4 tab) |                                         |
| 28 janvier 2007 | Amal Azrou (D3)            | Najah Meknès (D3)         | 0 - 0 (4-3 tab) |                                         |
| 27 janvier 2007 | Âmal Belksiri (D3)         | Union Sidi Kacem (D2)     | 0 - 1           |                                         |
| 27 janvier 2007 | Amal Mansouria (D3)        | KAC de Kénitra (D2)       | 1 - 0           |                                         |
| 28 janvier 2007 | Hassania Benslimane (D3)   | Tihad Témara (D2)         | 0 - 0 (3-5 tab) |                                         |
| 28 janvier 2007 | Renaissance de Settat (D2) | Raja de Beni Mellal (D3)  | 2 - 0           |                                         |
| 27 janvier 2007 | Amal Souk Sebt (D3)        | Chez Ali Marrakech (D3)   | 1 - 3           |                                         |
| 28 janvier 2007 | Chabab Houara (D2)         | Mouloudia Laâyoune (D3)   | 4 - 2           | Mouhal, Raghni, Amaâfoune, Raghni ;     |
| 28 janvier 2007 | Fath Inzegane (D4)         | Union Aït Melloul (D3)    | 3 - 1           | El Misari, Jebbour, Loufar ; Said Âbida |
| 28 janvier 2007 | Youssoufia Berrechid (D2)  | Association Enouacer (D4) | 1 - 0           | Youssef                                 |
| 28 janvier 2007 | Perle Bleue Saaidia (D4)   | Union de Touarga (D2)     | 0 - 5           |                                         |
| 27 janvier 2007 | ASOF Professionnelle (D3)  | Racing Casablanca (D2)    | 0 - 0 (4-5 tab) |                                         |

## Seizièmes de finale
| Date            | Équipe 1                  | Équipe 2                   | Résultat        | Buteurs                                      |
| --------------- | ------------------------- | -------------------------- | --------------- | -------------------------------------------- |
| 10 février 2007 | Moghreb de Tétouan (D1)   | Amal Azrou (D3)            | 4 - 0           |                                              |
| 10 février 2007 | AS Salé (D1)              | Ittihad Khémisset (D1)     | 1 - 0           |                                              |
| 10 février 2007 | FUS de Rabat (D2)         | Maghreb de Fès (D1)        | 1 - 2           |                                              |
| 10 février 2007 | Rachad Bernoussi (D2)     | Renaissance de Settat (D2) | 2 - 0           |                                              |
| 10 février 2007 | Youssoufia Berrechid (D2) | Difaâ d'El Jadida (D1)     | 0 - 0 (4-5 tab) |                                              |
| 10 février 2007 | OC Khouribga (D1)         | Union de Mohammédia (D2)   | 2 - 0           |                                              |
| 10 février 2007 | CACAS Marrakech (D3)      | Fath Inzegane (D4)         | 4 - 3           |                                              |
| 10 février 2007 | Kawkab de Marrakech (D1)  | Hassania d'Agadir (D1)     | 1 - 1 (4-3 tab) |                                              |
| 11 février 2007 | Amal Mansouria (D3)       | Chabab Rif Hoceima (D3)    | 3 - 2           |                                              |
| 11 février 2007 | Chabab Houara (D2)        | Olympique de Safi (D1)     | 0 - 1           |                                              |
| 25 février 2007 | Jeunesse El Massira (D1)  | Wydad de Casablanca (D1)   | 1 - 2           | Rafik 41e (sp), Jouiâa 56e ; Chafik 54e (sp) |
| 11 février 2007 | ASOF Professionnelle (D3) | Raja de Casablanca (D1)    | 0 - 4           | Gomez, Taïr, Johnatan 55e, Iajour 63e        |
| 11 février 2007 | CODM de Meknès (D1)       | Union de Touarga (D2)      | 1 - 1 (2-3 tab) |                                              |
| 11 février 2007 | Union Sidi Kacem (D2)     | FAR de Rabat (D1)          | 0 - 1           | Ouaddouch                                    |
| 11 février 2007 | Hilal de Nador (D2)       | Tihad Témara (D2)          | 0 - 1           |                                              |
| 11 février 2007 | IR Tanger (D1)            | Mouloudia d'Oujda (D1)     | 0 - 1           |                                              |

## Huitièmes de finale
| Date         | Équipe 1                 | Équipe 2                | Résultat        | Buteurs                        |
| ------------ | ------------------------ | ----------------------- | --------------- | ------------------------------ |
| 17 mars 2007 | Chez Ali Marrakech (D3)  | Raja de Casablanca (D1) | 0 - 1           | Alloudi 71e                    |
| 18 mars 2007 | Kawkab de Marrakech (D1) | Olympique de Safi (D1)  | 3 - 2           |                                |
| 6 juin 2007  | Wydad de Casablanca (D1) | Difaâ d'El Jadida (D1)  | 2 - 1           | Riahi 13e, El Ajraoui 37e, 47e |
| 17 mars 2007 | Rachad Bernoussi (D2)    | OC Khouribga (D1)       | 0 - 0 (5-4 tab) |                                |
| 6 juin 2007  | FAR de Rabat (D1)        | Maghreb de Fès (D1)     | 1 - 0           | Abbouda 11e (CSC)              |
| 17 mars 2007 | Tihad Témara (D2)        | Union de Touarga (D2)   | 1 - 2           |                                |
| 18 mars 2007 | AS Salé (D1)             | Moghreb de Tétouan (D1) | 1 - 2           |                                |
| 18 mars 2007 | Mouloudia d'Oujda (D1)   | Amal Mansouria (D3)     | 1 - 0           |                                |

## Quarts de finale
| Date             | Équipe 1                | Équipe 2                 | Résultat        | Buteurs                             |
| ---------------- | ----------------------- | ------------------------ | --------------- | ----------------------------------- |
| 20 octobre 2007  | Raja de Casablanca (D1) | Wydad de Casablanca (D1) | 0 - 2           | Bidodane 80e, 90e                   |
| 9 septembre 2007 | Mouloudia d'Oujda (D1)  | FAR de Rabat (D1)        | 0 - 0 (3-5 tab) |                                     |
| 9 septembre 2007 | Union de Touarga (D2)   | Kawkab de Marrakech (D1) | 1 - 2           | El Aouni ; Mariana (pen), El Hirech |
| 9 septembre 2007 | Rachad Bernoussi (D2)   | Moghreb de Tétouan (D1)  | 1 - 1 (3-1 tab) | Chakir; M'nasfi                     |

## Demi-finales
| Date            | Équipe 1            | Équipe 2            | Résultat        | Buteurs                           |
| --------------- | ------------------- | ------------------- | --------------- | --------------------------------- |
| 3 novembre 2007 | Kawkab de Marrakech | Rachad Bernoussi    | 1 - 3           | Mariana 49e; Hidaga 27e, 65e, 90e |
| 3 novembre 2007 | FAR de Rabat        | Wydad de Casablanca | 1 - 1 (4-3 tab) | Mssassi 3e; El Brazi 90e+2e       |

## Finale
| Équipes        | Rachad Bernoussi - FAR de Rabat |
| Score          | 1-1 (3-5 après les tirs au but) |
| Date           | 25 novembre 2007 |
| Stade          | Complexe sportif de Fès 45 000 spectateurs |
| Arbitre        | Khalid Rouissi |
| Buts           | 29e Atik Chihab (csc), 75e Mostafa El Alaoui |
| Equipe 1       | 12 Tarik El Jarmouni, 18 Noureddine Kacemi, 27 Atik Chihab, 19 Omar Bendriss, 14 Youssef El Basri, 7 Youssef Kaddioui (25 Yassine Naâoum), 5 Abderrahmane Mssassi (21 Mostafa El Alaoui), 11 Issam Erraki, 10 Ahmed Ajeddou, 24 Jawad Ouaddouch, 29 Jawad Akadar (28 Adil Lotfi) |
| Equipe 2       | 1 Mohamed Goumiri (Soufiane Namir), 2 Soufiane Gadoum, 3 Tarik Lechhab, 4 Soufiane Karam, 5 Zakaria El Ouargui, 8 Ismail Koucham , 9 Zakaria El Ouardi, 14 Anas Laâchir (Frédéric), 7 Samir Zekroumi (Bouchaib Damdam), 11 Houcine Hidagua, 10 Tahar Doghmi                      |
| Avertissements | Soufiane Gadoum, Zakaria El Ouargui (Rachad Bernoussi) Noureddine Kacemi (FAR de Rabat) |